# 科怀·伦纳德
科懷·安東尼·伦纳德（英語：Kawhi Anthony Leonard，1991年6月29日—）出生於美國加利福尼亞州洛杉磯，為美国職業籃球員。主要擔任小前鋒的位置。現效力NBA洛杉磯快艇。
伦纳德大學時期效力於圣迭戈州立大学，之後在2011年NBA选秀大會中被印第安纳溜馬以首輪第十五順位选中，隨即被交易至聖安東尼奧馬刺。2014年，伦纳德获得NBA总决赛MVP，成為自魔术师约翰逊之後最年輕獲得總決賽MVP的球員。在2014年NBA總決賽中，聖安東尼奧馬刺對迈阿密热火的第四場比賽裡，伦纳德一個人獨拿20分、14籃板、3抄截以及3阻攻，上一個在總冠軍賽達到如此標竿的是2003年的提姆·鄧肯。2014–15赛季，伦纳德以場均2.3次的抄截數獲得NBA抄截王，成為自2005–06赛季的傑拉德·華萊士後第二個以前鋒位置獲得此殊榮的球員 ，同時伦纳德也獲選為該年度NBA最佳防守球員。成為史上第三位擁有總決賽MVP與最佳防守球員獎項的球員，前兩位分別是麥可·喬丹與哈基姆·歐拉朱萬。
2017–18赛季，伦纳德大腿股四頭肌受傷勢困擾，缺席了賽季剩餘的賽事，並且屢次出現交易傳聞。2018年7月18日，科懷·伦纳德被交易至多倫多猛龍，德瑪爾·德羅贊加入聖安東尼奧馬刺。2018-19球季，伦纳德首次為猛龙隊披甲，憑著場均28.5分9.8籃板4.2助攻的統治級表現，成功帶領猛龙在總決賽以4:2擊敗金州勇士，為猛龙帶來隊史首冠。個人則是第二度奪得NBA總冠軍及總決賽MVP。
根據《福布斯》，伦纳德是2020年年收入全球排名第43位的運動員（30,500,000美元）

## 個人生活
伦纳德生於1991年6月，是家中最年輕的，並有四個姊姊。
2008年1月18日，伦纳德的父親在位於康普顿自家的洗車店被人槍殺，伦纳德聞訊後仍堅持於隔天出賽，賽後伦纳德情緒崩潰；截至2019年，兇手還是沒被找到。伦纳德是美式足球外接員Stevie Johnson的表親。
倫納德的妻子Kishele Shipley在2016年7月生下了他們的第一個孩子。2019年3月，這對夫婦迎接他們的第二個孩子、一個男孩。
2018年，據報導倫納德與New Balance簽下一份多年代言合約。倫納德以前曾與Nike的子公司Air Jordan品牌簽約。2019年6月，倫納德對Nike提起聯邦訴訟。根據訴訟，Nike未經倫納德的同意，對他的「 Klaw」徽標進行版權保護。
倫納德以安靜和私下的舉止而聞名，他很少接受採訪，並且迴避有關自己私生活的問題。倫納德也表示，他不想在新聞媒體上活躍或使用社交媒體。

## 職業生涯

### 聖安東尼奧馬刺（2011−2018）

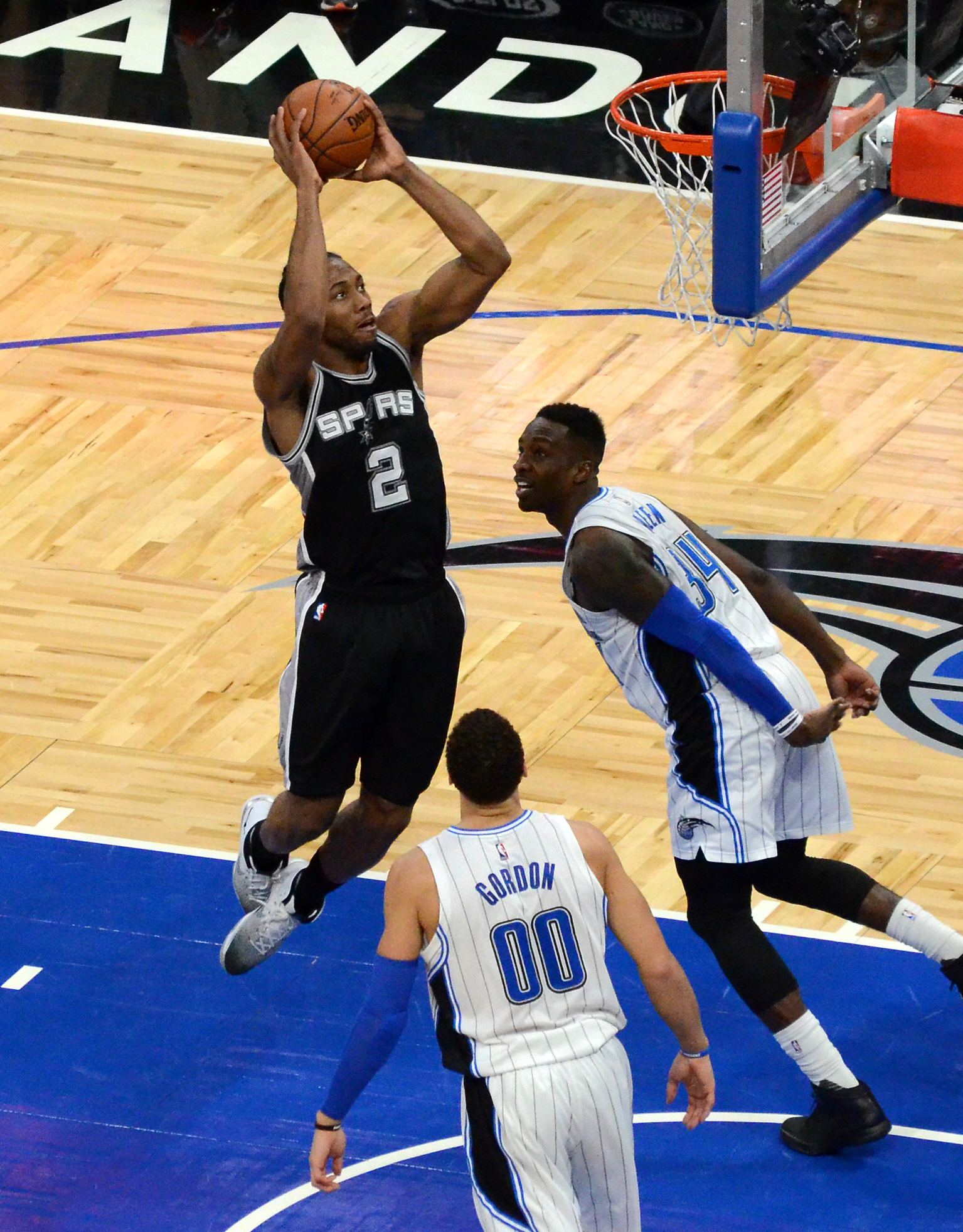
馬刺時期的伦纳德

#### 2011-12赛季
2011年NBA选秀大会上，科怀·伦纳德首轮第十五顺位被印第安纳步行者选中，隨即被交易到圣安东尼奥马刺，与42号签戴维斯·贝坦斯及埃拉扎姆·罗贝克一道换取乔治·希尔。当季NBA遭遇停摆，12月停摆结束后，马刺宣布正式签下伦纳德。
伦纳德与队友蒂亚戈·斯普利特一道被选入2012年NBA新秀挑战赛巴克利队中，但因伤未参赛。新秀赛季结束，伦纳德入选了最佳新秀一阵。

#### 2012-13赛季
2012年10月26日，马刺将执行伦纳德的第三年球队选项，即意味着2013-14赛季他将继续为马刺效力。
2013年全明星周末，伦纳德再次代表巴克利队参加新秀挑战赛。比赛中，他拿下20分、7篮板，巴克利队也最终以163比135战胜奥尼尔队。
该赛季，马刺队打入了最后的总决赛，但最终大比分3比4不敌东部冠军迈阿密热火，伦纳德在七场系列赛中均首发出场，取得场均14.6分、11.1篮板的数据。

#### 2013-14赛季：生涯首座FMVP
2013-14赛季，伦纳德拿下场均12.8分、6.2篮板，以及52.2%命中率的数据，并帮助马刺在该赛季以62胜20负全联盟第一的战绩进入季后赛。他也入选了该赛季最佳防守二阵。
在总决赛中，马刺再次对阵热火。2014年6月10日的第三场比赛中，伦纳德拿下创生涯新高的29分，帮助马刺以111比92客场取胜。最终，马刺以4比1的总比分战胜热火，捧得冠军奖杯。伦纳德凭借场均17.8分、61%命中率的表现赢得了总决赛MVP。

#### 2014-15赛季
伦纳德因右眼结膜炎而错过了6场季前赛和对阵达拉斯独行侠的赛季首战。2014年10月31日，伦纳德出战对菲尼克斯太阳的比赛。伦纳德帶著眼部感染造成的视力模糊完成了接下来的三场比赛，但之後又因右手受伤被迫休战，缺席了接下来的15场比赛，直到2015年1月16日对战波特兰开拓者的比赛中复出。
伦纳德荣获该赛季最佳防守球员，是继迈克尔·乔丹、奥拉朱旺之后，第三位集总决赛MVP和最佳防守球员荣誉于一身的球员。该赛季，马刺季后赛首轮3比4不敌洛杉矶快船。

#### 2015-16赛季
在2015-16球季，伦纳德已經成為了馬刺的頭號得分手，擁有超過五成的命中率，聯盟頂級的三分球命中率，以及場均20以上的得分。
在攻守兩端巨大的影響力，讓媒體和外界普遍認為伦纳德已經接下了GDP三巨頭的火炬帶領球隊。於2015年夏天剛以大合約加入馬刺的明星前鋒拉瑪庫斯·阿爾德里奇也認為雷納德就是現在馬刺的"The guy"。
馬刺總教練格雷格·波波維奇曾提到，當初只是想把伦纳德培養成如布魯斯·包溫般的防守悍將，但經由馬刺助理教練Chip Engelland 和Chad Forcier的指導和伦纳德自己努力不懈的訓練下，球技大幅的成長(尤其是進攻方面)，一年比一年出色，馬刺隊友馬特·邦納甚至認為伦纳德尚未到他的巔峰，還會繼續成長。
2015年4月5日，史蒂芬·柯瑞獲得24分、6助攻、4籃板和1抄截；但伦纳德表現更為出色，全場不但斬獲26分、5籃板、3助攻、7抄截，還在防守端讓史蒂芬·柯瑞人過球不過。終場馬刺以15分之差留下勝利，賽後勇士總帥史提夫·科爾也誇獎伦纳德的防守能力，並說要找出應對之道。

#### 2016-17赛季
2016年10月26日，馬刺客場挑戰勇士，伦纳德攻下生涯最高分 35分（以21投10中與罰球15投全中）；帶領馬刺攻破金州，贏得開季第一勝。2017年1月22日，馬刺客場挑戰騎士，伦纳德轟下生涯新高分41分（以30投15中與罰球8投全中），帶領馬刺在延長賽險勝騎士。2017年4月18日，馬刺以96比82擊敗灰熊；伦纳德取得37分（以14投9中與罰球19投全中）、11籃板、2助攻；伦纳德生涯季後賽得分新高，罰球19投全中，創下隊史在季後賽的新紀錄。4月26日，在系列賽第四戰，伦纳德拿下43分、8籃板、6抄截，再度刷新生涯紀錄，然而馬刺於延長賽中遭馬克·蓋索絕殺，以兩分之差惜敗灰熊。5月15日，在西區決賽首戰中，伦纳德上場24分鐘便取得26分，下半場卻在扎扎·帕楚里亚防守下傷退，成為馬刺遭勇士逆轉的關鍵因素。6月27日，伦纳德以192分入選年度最佳防守陣容第1隊。

#### 2017-18赛季
该赛季，伦纳德饱受伤病困扰。因右大腿四頭肌肌腱炎，他錯過了2017–18赛季的前27場比賽，之後順利於2017年12月12日對上達拉斯獨行俠的比賽中復出。伦纳德出賽15分鐘，攻下13分以及6籃板，馬刺終場以89−95敗給獨行俠。2017年12月27日，馬刺於主場AT&T中心迎戰布魯克林籃網，伦纳德繳出本季復出代表作，攻下全場最高的21分，與隊友拉馬庫斯·阿爾德里奇聯手飆分，幫助球隊以109−97擊敗籃網。2018年1月3日，馬刺以100−91擊敗紐約尼克，伦纳德攻下了25分，外帶8籃板、4助攻以及4抄截，25分也是伦纳德本季的新高。三天後，在與鳳凰城太陽的比賽中，伦纳德左肩膀肌肉出現部分撕裂傷。他在缺席三場比賽後於1月14日重新回到了賽場，並攻下19分幫助馬刺112−80戰勝丹佛金塊。然而四天後，因大腿股四頭肌傷勢恢復狀況不如預期，伦纳德再度宣布無限期休兵。
對傷勢判斷上，伦纳德團隊與馬刺球團產生巨大分歧。在短暫復出後，伦纳德決定前往紐約另尋治療方案，宣布無限期休兵，球員也曾召開會議詢問伦纳德本季是否復出，然而卻並未獲得明確答覆。儘管伦纳德曾受訪表示自己願意續留馬刺，但仍有伦纳德與球隊不和的流言，老將帕克在受訪中曾將自身舊傷與伦纳德對比，認為其能順利復出，卻被媒體故意解讀為向伦纳德施壓。在被詢問其恢復情況時，教練波波維奇表示應去問伦纳德自己的團隊。
最終，伦纳德仍未復出，亦不隨隊參與球隊的季後賽，後來更傳出他向球隊要求交易的消息，然而，伦纳德及球隊雙方並未對此作出回應，2018年6月20日，傳出伦纳德正與波波維奇會面的消息。2018年7月18日，伦纳德與丹尼·格林被交易至猛龍隊，換取德瑪爾·德羅展、雅各·伯爾特及2019年首輪選秀權。

### 多倫多暴龍（2018-2019）

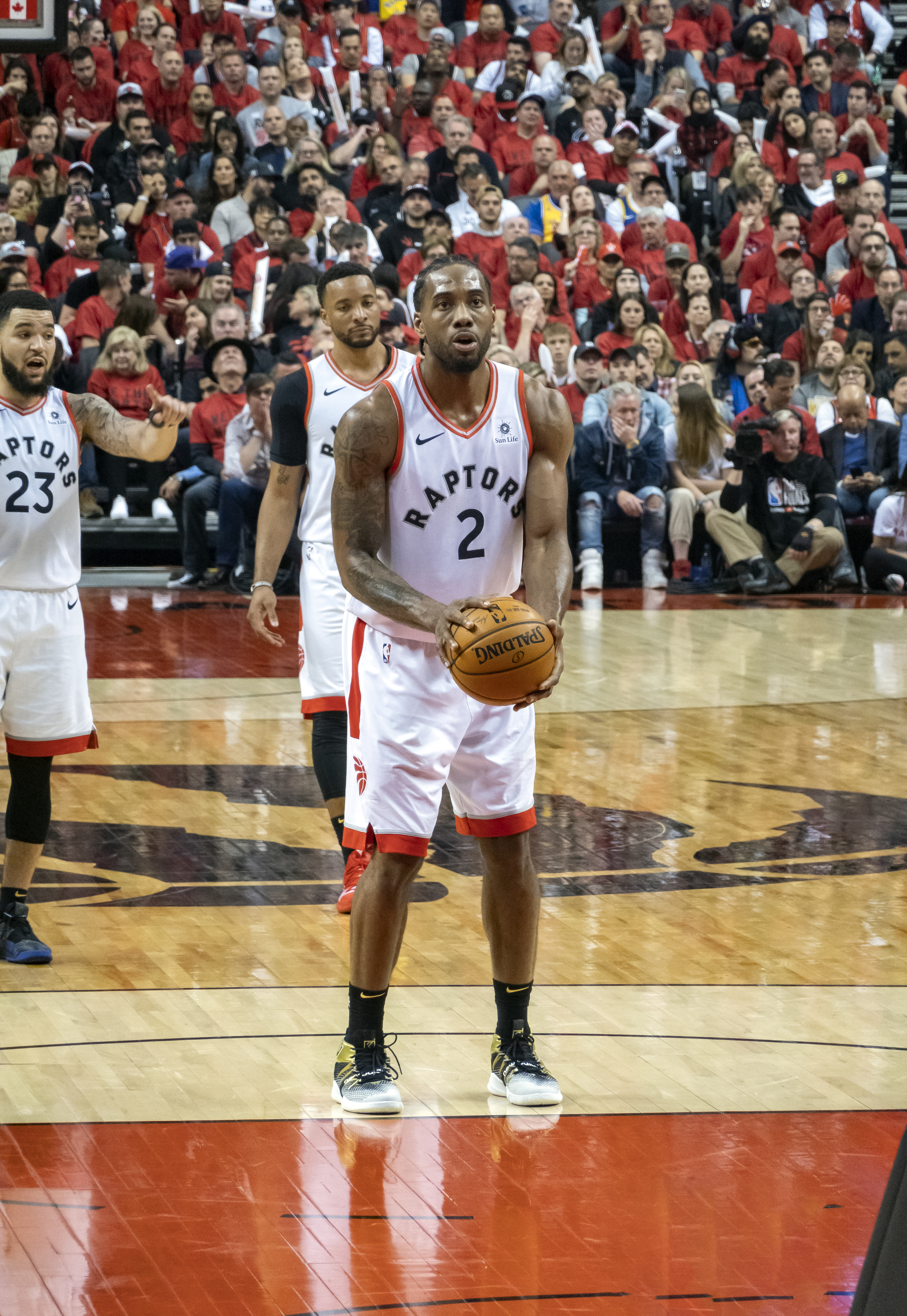
伦纳德于总决赛中罚球。

降臨北境的伦纳德身手依舊，於季後賽多次帶領球隊力挽狂瀾。2019年季後賽，在第二輪對戰费城76人的系列賽中，於首戰便拿下45分率球隊獲勝，為個人生涯季後賽新高，於第七戰更以一記後仰「彈框」絕殺七六人，闖進東區決賽。在與密爾瓦基公鹿的系列賽中，伦纳德於第三戰獲得36分，率暴龍隊於二度延長賽擊敗對手，於第六戰則取得27分、17籃板，幫助球隊逆轉戰局淘汰公鹿。此為暴龍隊史首度晉級總冠軍賽，其對手為尋求三連霸的金州勇士。
總冠軍賽第四戰，伦纳德再度挺身而出，於第三節獨拿17分，全場共奪36分、12籃板、4抄截，率領球隊逆轉獲勝。暴龍隊最終成功淘汰勇士，奪得隊史首冠，伦纳德獲得生涯第二座FMVP。成為繼渣巴及勒布朗·詹姆斯後第三位在不同球隊拿下FMVP的球員，也是史上第一位分別於東西區球隊都拿下FMVP的球員。

### 洛杉磯快船（2019-）

#### 2019-2020赛季
伦纳德成為自由球員，快船、湖人、暴龍開始搶奪他，最終他選擇以3年2+1價值$1.03億美元合約加盟快船，將與保羅·喬治聯手。該季，他於NBA全明星賽中拿下最有價值球員(MVP)。
2020年季後賽首輪，雷納德以場均32.8分的表現率隊擊敗獨行俠。在面隊金塊隊的系列賽中，快船雖一度取得3勝1負的領先，卻被金塊逼入搶七，雷納德於第七戰命中率不佳，22投6中僅得14分，關鍵的第四節更是一分未得。快艇在第七戰遭金塊逆轉，在季後賽次輪遭到淘汰。

#### 2020-2021赛季
2021年季後賽首輪第六戰，雷納德砍下45分幫助球隊擊敗獨行俠，將系列賽逼入搶七，並追平個人全場得分記錄。次輪面對爵士的系列賽中，他於第四戰十字韌帶受傷，缺席季後賽剩餘的賽事。

#### 2021-2022赛季
雷納德在2021年7月接受膝蓋十字韌帶手術，被迫缺席了2021-22年賽季的所有比賽。

#### 2022-2023赛季
賽季最後一週，在喬治因傷缺陣下，雷納德繳出場均25.7分、10籃板、4.7助攻，獲選西區單週最佳球員。2023年季後賽首輪，雷納德於首戰砍下38分助球隊獲勝，卻因膝蓋半月板撕裂僅上場兩場比賽。失去雷納德及喬治的快艇最終無力回天，遭太陽淘汰。

#### 2023-2024赛季
雷納德於本季末受膝蓋傷勢困擾，未能出戰季後賽首場比賽，其後兩場雖復出卻狀況不佳，並缺席剩餘的賽事，快艇隊在季後賽首輪敗給獨行俠。此為雷納德第四年因傷病提前結束賽季。

#### 2024-2025赛季
由於上季膝蓋傷勢尚未痊癒，雷納德退出2024年奧運美國男子籃球隊，直至2025年2月才宣告復出。2025年3月10日，雷納德以一記“彈框”絕殺對手國王隊。2025年4月13日，雷納德全場以33分助快艇擊敗勇士隊，鎖定季後賽席次。
2025年季後賽首輪，雷納德於第二戰19投15中，全場砍下39分率快艇險勝金塊隊。

## 職業生涯數據

### NBA例行賽數據統計
| 賽季     | 球隊     | GP  | GS  | MPG  | FG%  | 3P%  | FT%  | RPG | APG | SPG  | BPG | PPG  |
| -------- | -------- | --- | --- | ---- | ---- | ---- | ---- | --- | --- | ---- | --- | ---- |
| 2011–12  | SAS      | 64  | 39  | 24.0 | 49.3 | 37.6 | 77.3 | 5.1 | 1.1 | 1.3  | 0.4 | 7.9  |
| 2012–13  | SAS      | 58  | 57  | 31.2 | 49.4 | 37.4 | 82.5 | 6.0 | 1.6 | 1.7  | 0.6 | 11.9 |
| 2013–14† | SAS      | 66  | 65  | 29.1 | 52.2 | 37.9 | 80.2 | 6.2 | 2.0 | 1.7  | 0.8 | 12.8 |
| 2014–15  | SAS      | 64  | 64  | 31.8 | 47.9 | 34.9 | 80.2 | 7.2 | 2.5 | 2.3* | 0.8 | 16.5 |
| 2015–16  | SAS      | 72  | 72  | 33.1 | 50.6 | 44.3 | 87.4 | 6.8 | 2.6 | 1.8  | 1.0 | 21.2 |
| 2016–17  | SAS      | 74  | 74  | 33.4 | 48.5 | 38.1 | 88.0 | 5.8 | 3.5 | 1.8  | 0.7 | 25.5 |
| 2017–18  | SAS      | 9   | 9   | 23.3 | 46.8 | 31.4 | 81.6 | 4.7 | 2.3 | 2.0  | 1.0 | 16.2 |
| 2018–19† | TOR      | 60  | 60  | 34.0 | 49.6 | 37.1 | 85.4 | 7.3 | 3.3 | 1.8  | 0.4 | 26.6 |
| 2019–20  | LAC      | 57  | 57  | 32.4 | 47.0 | 37.8 | 88.6 | 7.1 | 4.9 | 1.8  | 0.6 | 27.1 |
| 2020–21  | LAC      | 52  | 52  | 34.1 | 51.2 | 39.8 | 88.5 | 6.5 | 5.2 | 1.6  | 0.4 | 24.8 |
| 2022–23  | LAC      | 52  | 50  | 33.6 | 51.2 | 41.6 | 87.1 | 6.5 | 3.9 | 1.4  | 0.5 | 23.8 |
| 2023–24  | LAC      | 68  | 68  | 34.3 | 52.5 | 41.7 | 88.5 | 6.1 | 3.6 | 1.6  | 0.9 | 23.7 |
| 職業生涯 | 職業生涯 | 696 | 667 | 31.8 | 49.9 | 39.1 | 86.2 | 6.4 | 3.0 | 1.7  | 0.7 | 20.0 |
| 全明星賽 | 全明星賽 | 6   | 5   | 18.2 | 52.4 | 39.5 | —    | 5.2 | 3.3 | 1.0  | 0.2 | 13.8 |

### NBA季後賽數據統計
| 賽季     | 球隊     | GP  | GS  | MPG  | FG%  | 3P%  | FT%  | RPG | APG | SPG | BPG | PPG  |
| -------- | -------- | --- | --- | ---- | ---- | ---- | ---- | --- | --- | --- | --- | ---- |
| 2011–12  | SAS      | 14  | 14  | 27.1 | 50.0 | 45.0 | 81.3 | 5.9 | 0.6 | 1.2 | 0.4 | 8.6  |
| 2012–13  | SAS      | 21  | 21  | 36.9 | 54.5 | 39.0 | 63.3 | 9.0 | 1.0 | 1.8 | 0.5 | 13.5 |
| 2013–14† | SAS      | 23  | 23  | 32.0 | 51.0 | 41.9 | 73.6 | 6.7 | 1.7 | 1.7 | 0.6 | 14.3 |
| 2014–15  | SAS      | 7   | 7   | 35.7 | 47.7 | 42.3 | 77.1 | 7.4 | 2.6 | 1.1 | 0.6 | 20.3 |
| 2015–16  | SAS      | 10  | 10  | 33.9 | 50.0 | 43.6 | 82.4 | 6.3 | 2.8 | 2.6 | 1.4 | 22.5 |
| 2016–17  | SAS      | 12  | 12  | 35.8 | 52.5 | 45.5 | 93.1 | 7.8 | 4.6 | 1.7 | 0.5 | 27.7 |
| 2018–19† | TOR      | 24  | 24  | 39.1 | 49.0 | 37.9 | 88.4 | 9.1 | 3.9 | 1.7 | 0.7 | 30.5 |
| 2019–20  | LAC      | 13  | 13  | 39.3 | 48.9 | 32.9 | 86.2 | 9.3 | 5.5 | 2.3 | 0.8 | 28.2 |
| 2020–21  | LAC      | 11  | 11  | 39.3 | 57.3 | 39.3 | 88.0 | 7.7 | 4.4 | 2.1 | 0.8 | 30.4 |
| 2022–23  | LAC      | 2   | 2   | 40.2 | 54.5 | 60.0 | 88.2 | 6.5 | 6.0 | 2.0 | 0.5 | 34.5 |
| 2023–24  | LAC      | 2   | 2   | 29.7 | 45.8 | 0.0  | 66.7 | 8.0 | 2.0 | 2.0 | 0.5 | 12.0 |
| 職業生涯 | 職業生涯 | 139 | 139 | 35.5 | 51.1 | 39.9 | 84.4 | 7.8 | 2.9 | 1.8 | 0.7 | 21.3 |

## 身體素質
科怀·伦纳德身高6呎7吋（201公分），臂展卻長達7呎3吋（221公分），比身高多出了20公分，天生的延展性和大手，使得他擁有出色的防守能力，同時頂級的防守意識，讓他在協防及補防上都相當扎實，一對一防守能運用誇張的臂展和強壯的身材壓迫持球者的進攻路線，防守無球跑動的得分好手則用有「死亡纏繞」之稱的緊迫貼身防守伺候。斷球能力也非常出色，曾拿下過NBA抄截王和2次NBA最佳防守球員，在斷球之後的快攻灌籃更是伦纳德的招牌動作之一。

## 外部連結
- 科怀·伦纳德在fiba.basketball（英语）
- 科怀·伦纳德在NBA官網（英语）
- 科怀·伦纳德在Basketball-Reference.com（NBA）（英语）
- 科怀·伦纳德在Sports-Reference.com（NCAA）（英语）
- 科怀·伦纳德在ESPN（NBA）（英语）
- 科怀·伦纳德在Eurobasket.com（球員）（英语）
- 科怀·伦纳德在Proballers（英语）
- 科怀·伦纳德在RealGM（球員）（英语）

| 前任： 凱文·杜蘭特 | 總決賽MVP 2019 | 繼任： 勒布朗·詹姆斯 |